# Coelodonta nihowanensis
Coelodonta nihowanensis — викопний вид непарнокопитних ссавців родини Носорогові (Rhinocerotidae). Найдавніший і найпримітивніший представник роду целодонт (Coelodonta). Відомий з пізнього пліоцену — раннього плейстоцену Північного Китаю. Скам'янілості знайдені у басейні Ніхевань.
Для виду характерно багато архаїчних ознак, які не виражені або слабо виражені у пізніших представників роду (наприклад, порівняно мало розширений симфізний відділ нижньої щелепи). Є особливості й в будові посткраніального скелета. Її розміри не настільки великі, а кістки кінцівок тонші, ніж у Coelodonta tologoijensis і Coelodonta antiquitatis і пристосовані до бігу гірше. Водночас цей носоріг мав низку типових для роду Coelodonta рис (відсутність різців, особливості будови щічних зубів, наявність костяної носової перегородки, подовжений череп з носовим і лобовим стовщеннями тощо), що зв'язують його з пізнішими формами. Цілком ймовірно, що Coelodonta nihowanensis є предком Coelodonta tologoijensis, а через нього і шерстистого носорога (Coelodonta antiquitatis).